# 佐久間信秋
佐久間 信秋（さくま のぶあき）は、江戸時代中期の旗本。
享保17年（1732年）8月5日、養父・佐久間信詮より家督（1300石）を継ぎ、小普請となった。
同年12月6日、将軍徳川吉宗に初めて拝謁した。
享保20年（1735年）9月6日、死去。享年22。